# Godyris petersii
Godyris petersii är en fjärilsart som beskrevs av Herman Dewitz 1877. Godyris petersii ingår i släktet Godyris och familjen praktfjärilar. Inga underarter finns listade i Catalogue of Life.